# Deutsche Börse

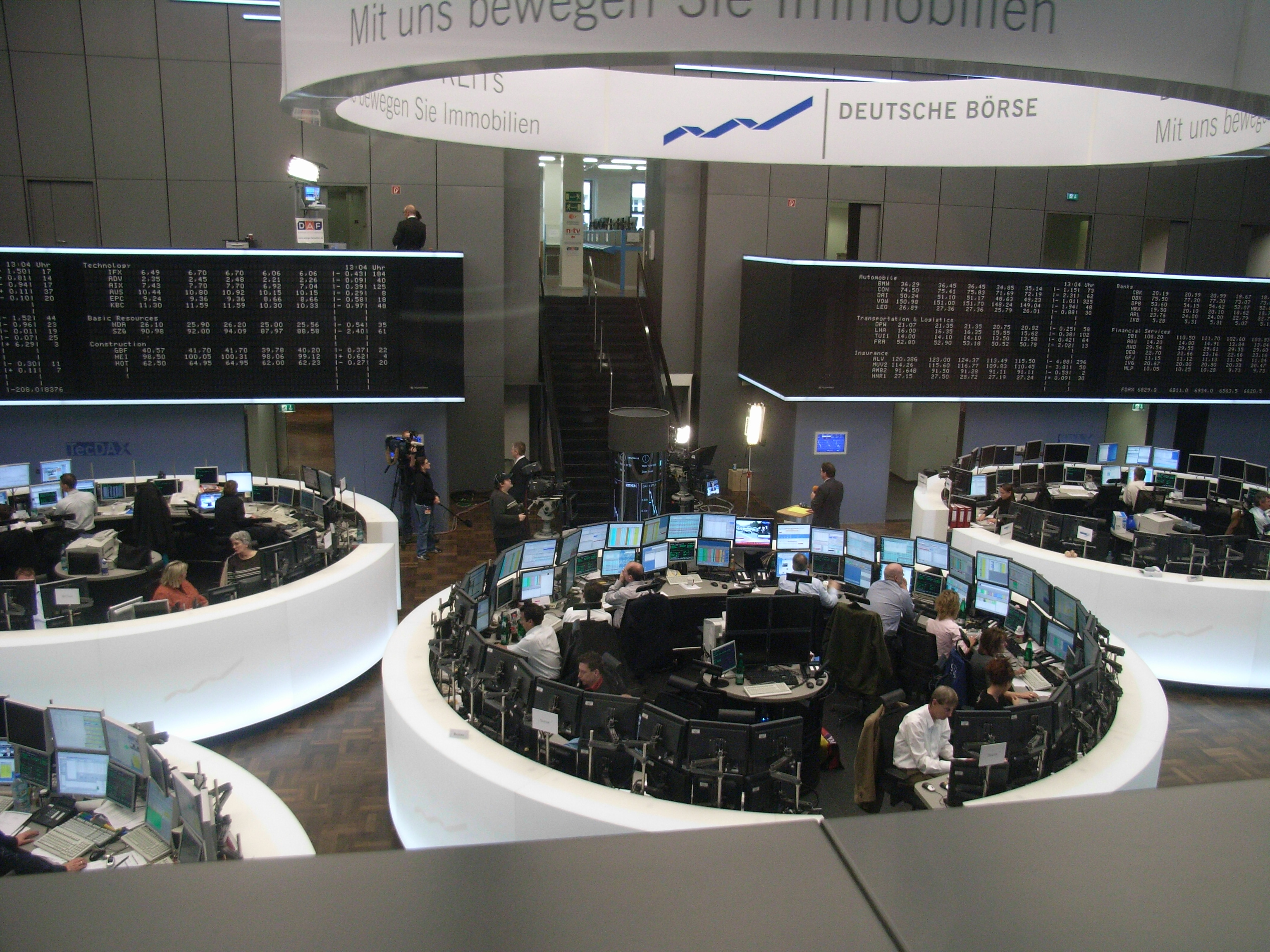
Deutsche Börse

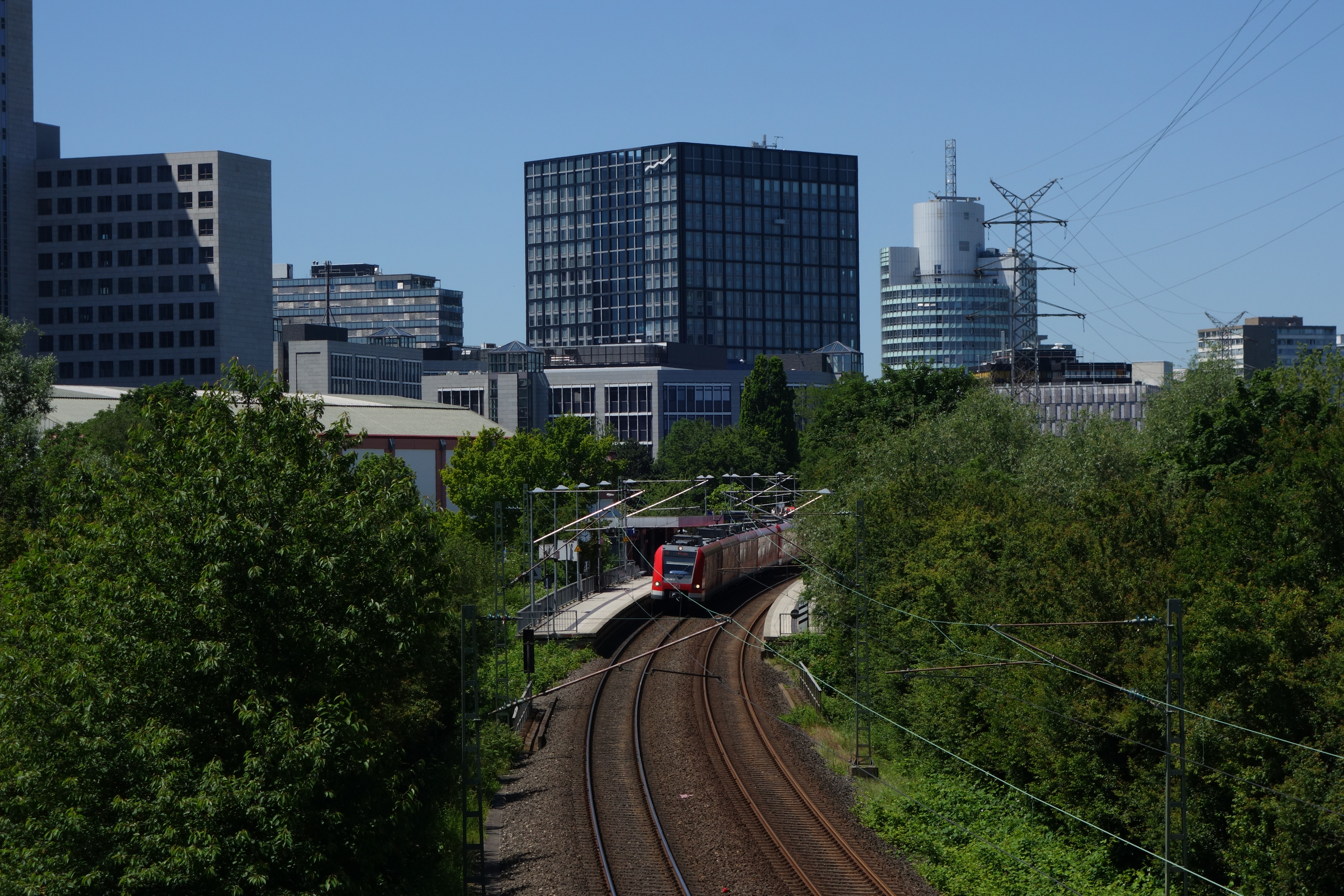
Siedziba Deutsche Börse w Eschborn (budynek sześcianowy w centrum, przed nim S-Bahn)

Deutsche Börse – spółka akcyjna z siedzibą we Frankfurcie nad Menem, zarządzająca giełdą Börse Frankfurt oraz elektroniczną platformą obsługi rynku kasowego XETRA.
Utworzono ją w 1990 r. jako Frankfurter Wertpapierbörse AG, a w 1992 r. zmieniła nazwę na Deutsche Börse AG. Zatrudnia ponad 3200 pracowników na całym świecie.
Główne indeksy to: DAX (wielkie spółki niemieckie) TecDAX (spółki z dziedziny nowych technologii) i MDAX (niemieckie spółki średniej wielkości).